# Alice Rohrwacher
Alice Rohrwacher (Fiesole, 29 de dezembro de 1980) é uma cineasta, roteirista e editora de cinema italiana.